# Tokaczka
Tokaczka (bułg. Токачка) – wieś w Bułgarii, w obwodzie Kyrdżali, w gminie Krumowgrad. W 2024 roku liczyła 296 mieszkańców.